# Torrezno

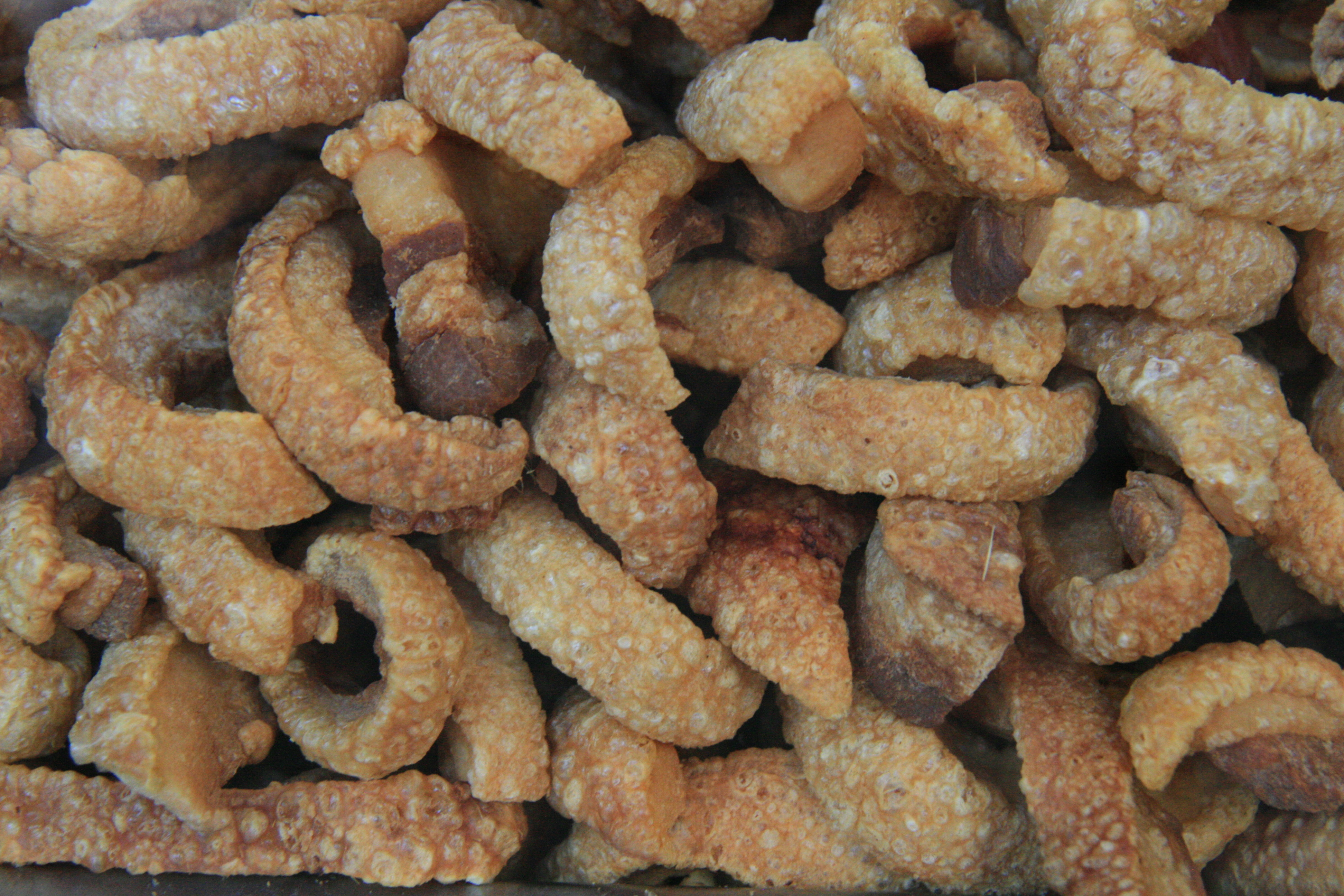
Torreznos.

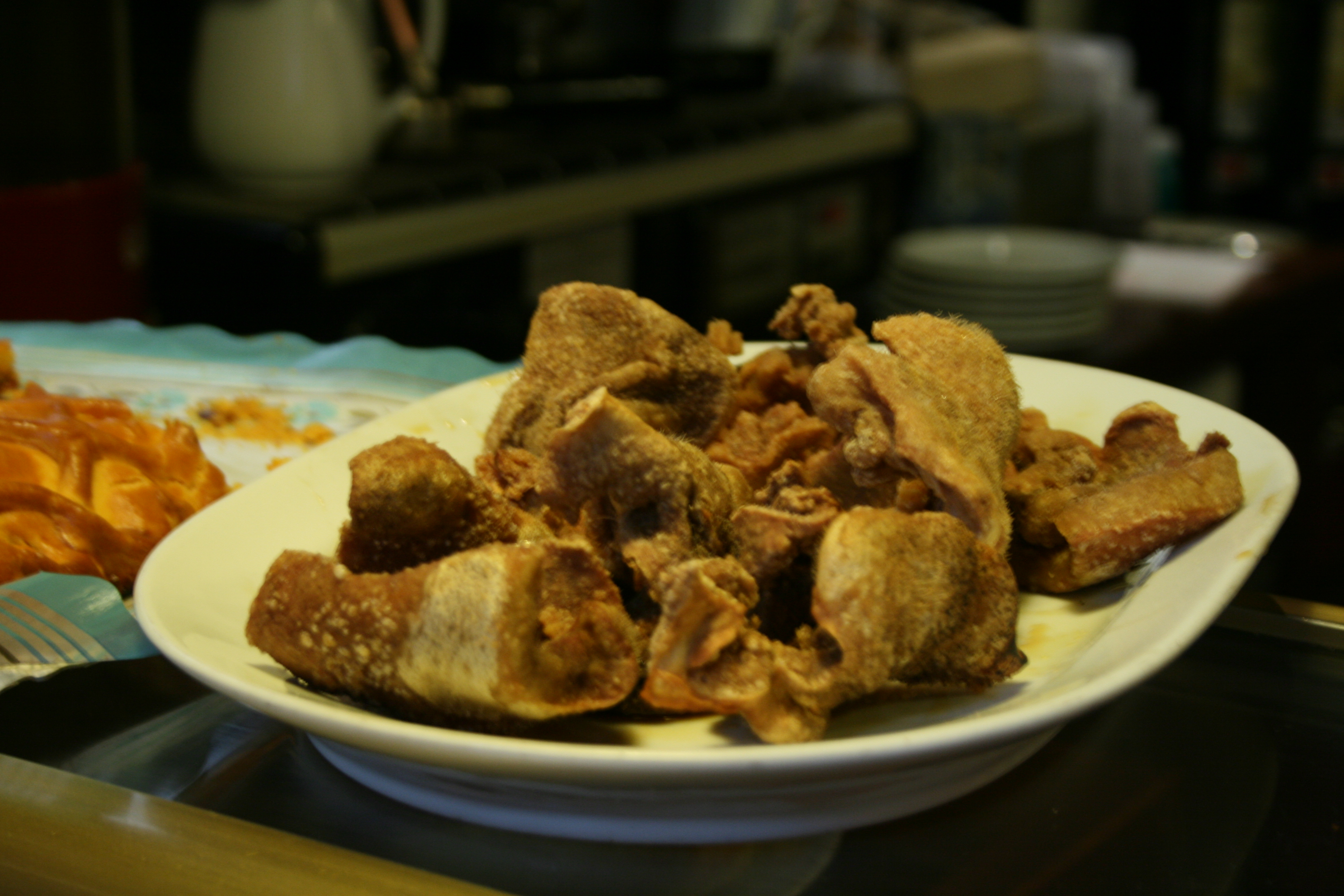
Torreznos servidos en una fuente.

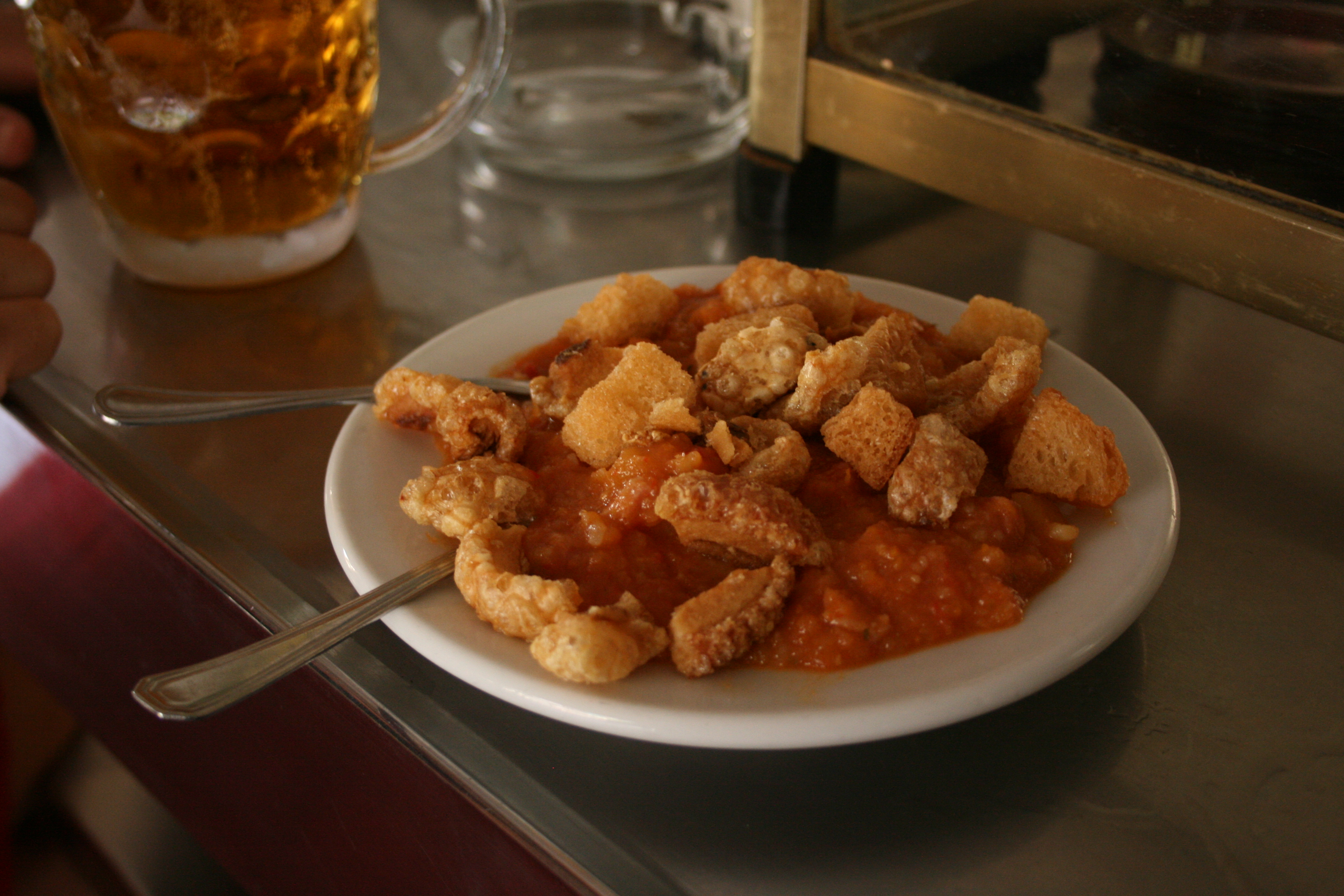
Patatas revolconas con torreznos.

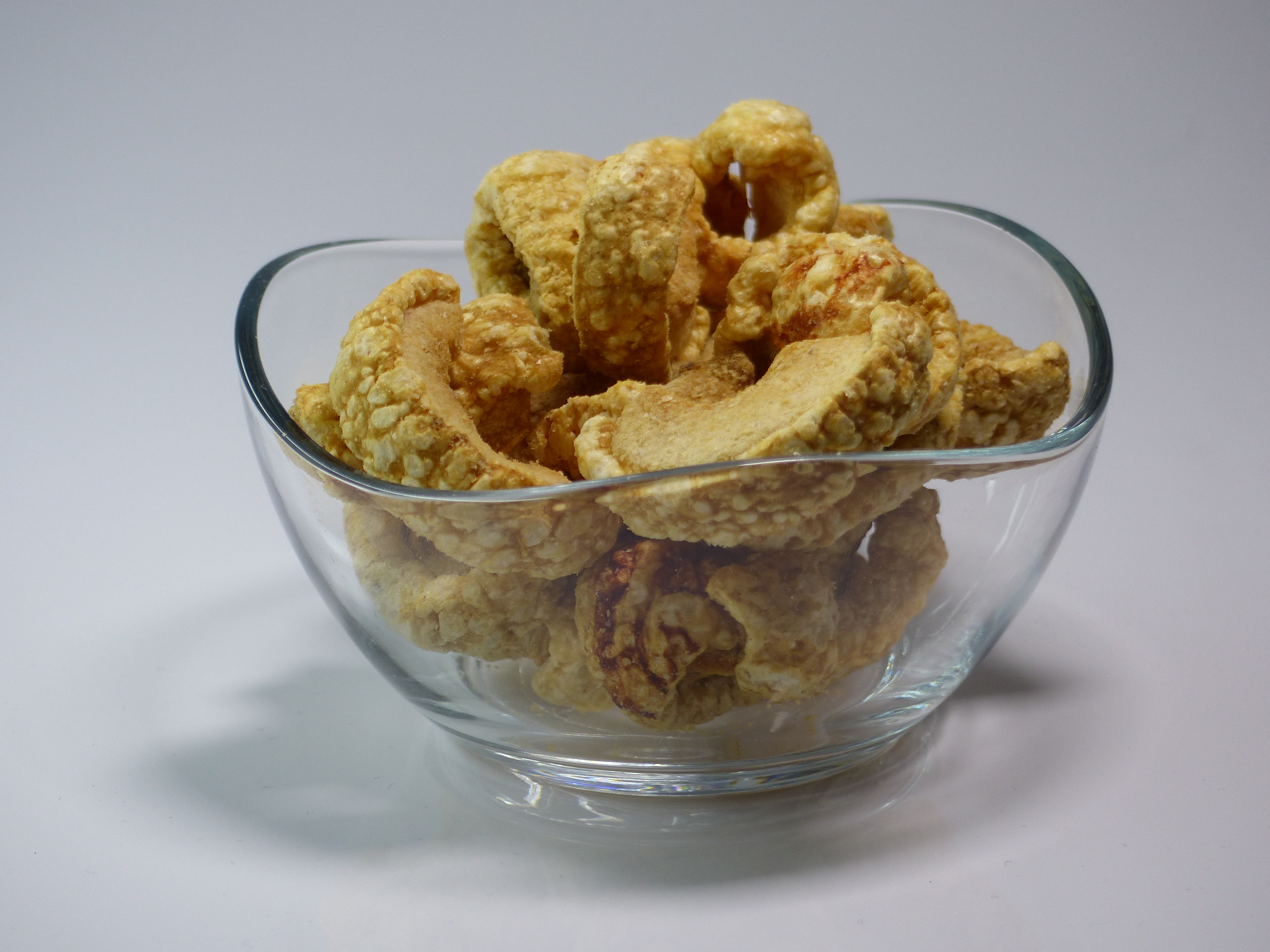
Torreznos servidos en un cuenco.

Un torrezno (de torrar, del lat. torrēre, tostar, acercar algo al fuego hasta que toma color) es una tira de tocino, siempre con su piel, frita o salteada en sartén o tostada en una parrilla. Habitualmente los torreznos quedan crujientes y dorados por el lado de la piel. Suelen comerse como tapa o como guarnición. No es cierto, como se afirma en diversas publicaciones que los torreznos tengan la categoría de patrimonio gastronómico de la humanidad por la UNESCO. Ni siquiera existe tal categoría, sino la de Bien Inmaterial. La UNESCO no tiene dicha consideración para ningún alimento en concreto, sino para tradiciones culturales gastronómicas completas, como la dieta mediterránea, como se puede comprobar en la lista de Bienes Inmateriales de España de la propia UNESCO.

## Características
El torrezno procede de la parte ventral del cerdo, en concreto, de la panceta adobada. El torrezno tiene tocino y algo de piel. En la provincia de Ávila en Castilla y León, España se tomaban para desayunar. También se freían y se introducían en una orza con aceite y manteca para ser consumidos simplemente calentándolos en cualquier época del año. El tocino entreverado que se ponía a secar en las cocinas con el humo del hogar también se consumía crudo aparte de servir para hacer el torrezno. Las tiras de tocino (panceta) que se utilizan para conseguir los torreznos se adoban en algunas comarcas con pimentón y orégano, lo que les da un sabor especial. En Extremadura, España el tocino crudo entreverado, seco y adobado se consume con el gazpacho. En Castilla y León, España. El chicharrón es la manteca del cerdo frita, a partir de la cual se sacaba la manteca que se utilizaba para cocinar en lugar de aceite de oliva. Los chicharrones se freían en grandes calderas de cobre que se colgaban de las llares sobre el fuego. En la época de la matanza en La Torre (Ávila) España se hacían también bollas de chicharrones, es decir una hogaza de pan en la que se introducían los chicharrones. El torrezno también se utiliza en Salamanca y Ávila para hacer los hornazos juntamente con lomo de cerdo, chorizo y huevo cocido, que se consumen el Domingo de Resurrección, para romper la Cuaresma.
Desde el año 2013 el Torrezno de Soria tiene declarada la marca de garantía de, Castilla y León, España.

## Usos
El torrezno es una tapa muy frecuente junto con una cerveza o vino, o un acompañamiento o guarnición en las patatas a lo pobre, la col y patatas con torrezno, las patatas machaconas, las patatas revolconas de Ávila. A veces se sirve como desayuno acompañado de migas, migas con torreznos.

## Influencia cultural
En La vida de Lazarillo de Tormes aparecen referencias a la preparación de torreznos: sangraba el avariento fardel, sacando no por tasa pan, más buenos pedazos, torreznos y longaniza. Santiago Valenzuela ha llamado "Capitán Torrezno" al personaje que da nombre a sus aventuras debido a lo común que es esta tapa en los bares de los que es habitual su personaje.

## Variantes
En zonas del sur de Cantabria, concretamente en Valle de Iguña se le denomina torrendo, al igual que en Arbujuelo, (Soria), en los pueblos de la provincia de Guadalajara limítrofes con la provincia de Soria, tales como Anguita y sus pedanías, Luzón, Maranchón, Sigüenza, así como en otros pueblos limítrofes del antiguo Ducado de Medinaceli. En algunas partes de Andalucía, México, Panamá y otros países de Centroamérica, Cuba, Colombia o Venezuela, "chicharrón" es el nombre de lo que en la mayor parte de España se conoce como torrezno. Y la grasa que sale del tocino al freírlo se conoce como manteca. "Torrezno" en Bolivia es la gordura del cerdo, de donde salen la manteca y el chicharrón. En Canarias al torrezno también se le llama "chicharrón", pero se suele servir espolvoreado de gofio. En la cocina francesa, pueden ser asociados con los "grattons". En Eslovaquia durante la matanza se corta tocino y se frie en manteca para comer algo, en este caso con grasa, para no beber slivovica (un destilado de ciruela) al estomago vacío. Se llaman oškvarky.